# Liste von Lebensmitteleinzelhändlern
Die Liste von Lebensmitteleinzelhändlern enthält weltweit und deutschlandweit operierende Discounter und Vollsortimenter im Lebensmitteleinzelhandel.

## Heutige Lebensmitteleinzelhändler
| Unternehmen      | Gründung | Vertriebs- linien     | Markenauftritt als                                                       | Länder | Filialen weltweit | Vertriebstyp    | Logo |
| ---------------- | -------- | --------------------- | ------------------------------------------------------------------------ | --- | ----------------- | --------------- | ---- |
| Aldi Nord        | 1961     | Aldi                  | ALDI                                                                     | Belgien Deutschland Frankreich Luxemburg Niederlande Polen Portugal Spanien | 5.300             | Discounter      |      |
| Aldi Nord        | 1961     | Trader Joe’s          | Trader Joe’s                                                             | Vereinigte Staaten | 500               | Discounter      |      |
| Aldi Süd         | 1961     | Aldi Süd              | ALDI ALDI SÜD ALDI SUISSE                                                | Australien Deutschland Irland Italien Schweiz Ungarn Vereinigte Staaten Vereinigtes Königreich Volksrepublik China | 7.000             | Discounter      |      |
| Aldi Süd         | 1961     | Hofer                 | HOFER                                                                    | Österreich Slowenien | 7.000             | Discounter      |      |
| Bartels-Langness | 1974     | CITTI                 | CITTI                                                                    | Deutschland | 3                 | Vollsortimenter |      |
| Bartels-Langness | 1974     | famila Nordost        | famila                                                                   | Deutschland | 91                | Vollsortimenter |      |
| Bartels-Langness | 1974     | Markant               | Markant                                                                  | Deutschland | 34                | Vollsortimenter |      |
| Bartels-Langness | 1974     | nah & frisch          | nah & frisch                                                             | Deutschland | 47                | Vollsortimenter |      |
| Bünting-Gruppe   | 1806     | Combi                 | Combi                                                                    | Deutschland | 199               | Vollsortimenter |      |
| Bünting-Gruppe   | 1806     | famila Nordwest       | famila                                                                   | Deutschland | 20                | Vollsortimenter |      |
| Bünting-Gruppe   | 1806     | Markant Nordwest      | Markant                                                                  | Deutschland | 38                | Vollsortimenter |      |
| Bünting-Gruppe   | 1806     | nah & frisch          | nah & frisch                                                             | Deutschland | 29                | Vollsortimenter |      |
| Cactus           | 1900     | Cactus                | Cactus Cactus Marché Cactus shoppi                                       | Luxemburg | 64                | Vollsortimenter |      |
| Groupe Carrefour | 1959     | Carrefour             | Carrefour Carrefour express                                              | Argentinien Belgien Brasilien Frankreich Italien Polen Rumänien Spanien |                   | Vollsortimenter |      |
| Dohle-Gruppe     | 1901     | Hit                   | HIT                                                                      | Deutschland | 94                | Vollsortimenter |      |
| Edeka            | 1907     | diska                 | diska                                                                    | Deutschland | 6.161             | Discounter      |      |
| Edeka            | 1907     | EDEKA                 | EDEKA EDEKA aktiv markt EDEKA Center EDEKA Neukauf EDEKA xpress          | Deutschland | 6.161             | Vollsortimenter |      |
| Edeka            | 1907     | Marktkauf             | MARKTKAUF                                                                | Deutschland | 6.161             | Vollsortimenter |      |
| Edeka            | 1907     | nah & gut             | nah & gut …nah und gut                                                   | Deutschland | 6.161             | Vollsortimenter |      |
| Edeka            | 1907     | Netto Marken-Discount | Netto Getränke-Discount Netto-Marken-City-Discount Netto Marken-Discount | Deutschland | 4.399             | Discounter      |      |
| Edeka            | 1907     | NP-Markt              | NP.                                                                      | Deutschland |                   | Discounter      |      |
| Georg Jos. Kaes  | 1865     | V-Markt               | V-MARKT                                                                  | Deutschland | 39                | Vollsortimenter |      |
| Globus           | 1828     | Globus                | Globus                                                                   | Deutschland Russland Tschechien | 99                | Vollsortimenter |      |
| K+K Klaas & Kock | 1950     | K+K Klaas & Kock      | K+K                                                                      | Deutschland | 215               | Vollsortimenter |      |
| Mere             | 2009     | Mere                  | MERE                                                                     | Russland |                   | Discounter      |      |
| Migros           | 1925     | Migros                | Migros                                                                   | Frankreich Schweiz |                   | Vollsortimenter |      |
| Migros           | 1925     | Tegut                 | tegut…                                                                   | Deutschland | 335               | Vollsortimenter |      |
| Norma            | 1964     | Norma                 | NORMA                                                                    | Deutschland Frankreich Österreich Tschechien | 1.450             | Discounter      |      |
| Rewe Group       | 1927     | Billa                 | BILLA                                                                    | Bulgarien Österreich Slowakei Tschechien | 1.870             | Vollsortimenter |      |
| Rewe Group       | 1927     | Billa                 | BILLA PLUS                                                               | Österreich | 1.870             | Vollsortimenter |      |
| Rewe Group       | 1927     | IKI                   | IKI                                                                      | Litauen | 243               | Vollsortimenter |      |
| Rewe Group       | 1927     | Nahkauf               | nahkauf                                                                  | Deutschland | 450               | Vollsortimenter |      |
| Rewe Group       | 1927     | Penny                 | PENNY                                                                    | Deutschland Italien Österreich Rumänien Tschechien Ungarn | 3.998             | Discounter      |      |
| Rewe Group       | 1927     | Rewe                  | akzenta REWE REWE CENTER REWE CITY REWE ihr Kaufpark                     | Deutschland | 3.800             | Vollsortimenter |      |
| Salling Group    | 1960     | Bilka                 | Bilka                                                                    | Dänemark | 19                | Vollsortimenter |      |
| Salling Group    | 1960     | Føtex                 | føtex                                                                    | Dänemark | 108               | Vollsortimenter |      |
| Salling Group    | 1960     | Netto                 | Netto                                                                    | Dänemark Deutschland Polen | 1.570             | Discounter      |      |
| Schwarz-Gruppe   | 1977     | Kaufland              | Kaufland                                                                 | Bulgarien Deutschland Kroatien Polen Rumänien Slowakei Tschechien | 1.200             | Vollsortimenter |      |
| Schwarz-Gruppe   | 1977     | Lidl                  | LIDL                                                                     | Belgien Bulgarien Dänemark Deutschland Estland Finnland Frankreich Griechenland Irland Italien Kroatien Lettland Litauen Luxemburg Malta Niederlande Österreich Polen Portugal Rumänien Schweden Schweiz Serbien Slowakei Slowenien Spanien Tschechien Ungarn Vereinigte Staaten Vereinigtes Königreich Zypern | 10.200            | Discounter      |      |
| Spar             | 1932     | SPAR                  | City SPAR DESPAR EUROSPAR INTERSPAR SPAR SPAR express SUPERSPAR          | Albanien Aserbaidschan Australien Belarus Belgien Botswana Volksrepublik China Dänemark Deutschland Frankreich Georgien Griechenland Indien Iran Irland Italien Kamerun Katar Kosovo Kroatien Lettland Malta Mosambik Namibia Niederlande Nigeria Norwegen Oman Österreich Paraguay Pakistan Polen Portugal Russland Sambia Saudi-Arabien Schweiz Seychellen Simbabwe Slowenien Spanien Südafrika Taiwan Ukraine Ungarn Vereinigte Arabische Emirate Vereinigtes Königreich |                   | Vollsortimenter |      |
| Tesco            | 1909     | Tesco                 | TESCO                                                                    | Irland Slowakei Tschechien Ungarn Vereinigtes Königreich |                   | Vollsortimenter |      |

Anmerkungen:
1. ↑  Wenn abweichend vom Namen
2. ↑  Bezogen auf das heutige Unternehmen. Heutige Vertriebslinien, die u. a. ein eigenes Unternehmen waren und zeitiger gegründet wurden, werden nicht angeführt.
3. ↑  Dieser Name wird ausschließlich für Märkte in Ungarn verwendet
4. ↑  Dieser Name wird ausschließlich für Märkte in Italien verwendet
5. ↑  Dieser Name wird als der einzige Markenauftritt in Deutschland verwendet
6. ↑  Dieser Name wird anstelle von EUROSPAR im afrikanischen Raum genutzt

## Ehemalige Vertriebslinien
Die Liste von ehemaligen Vertriebslinien enthält ehemalige Handelsunternehmen, sortiert nach Vertriebslinien, im deutschen Lebensmitteleinzelhandel.
| Logo  | Name                    | Gründung     | Auflösung                                                                          | Auflösungsgrund                                                               | Unternehmen                                           | Typ                      |
| ----- | ----------------------- | ------------ | ---------------------------------------------------------------------------------- | ----------------------------------------------------------------------------- | ----------------------------------------------------- | ------------------------ |
|       | Accord                  | 1986         | 2007                                                                               | Verkauf an Rewe                                                               | Distributa                                            | Supermarkt               |
|       | Accos                   | 1950         | 1992                                                                               | Verkauf an Tengelmann                                                         |                                                       | Supermarkt               |
|       | aktiv Discount          | 1975         | 2013                                                                               | Verkauf an Edeka                                                              |                                                       | Supermarkt               |
|       | Albert Heijn to go      | 2012         | 2018                                                                               | Rückzug aus Deutschland                                                       |                                                       | Convenience Store        |
|       | allkauf                 | 1962         | 1998                                                                               | Verkauf an METRO AG                                                           |                                                       | SB-Warenhaus             |
|       | Allfrisch               |              | 1998                                                                               | Verkauf an Bremke & Hoerster                                                  | AVA AG                                                | Supermarkt               |
|       | Basar                   | 1971         | 1992                                                                               | Verkauf an METRO AG                                                           |                                                       | SB-Warenhaus             |
|       | BLV                     | 1947         | 1996                                                                               | Verkauf an METRO AG                                                           |                                                       | SB-Warenhaus             |
|       | Bolle                   | 1933         | 2011                                                                               | Verkauf an Rewe                                                               |                                                       | Supermarkt               |
|       | co op                   | 1972         | 1990                                                                               | Verkauf an Nanz (co op AG – Kurpfalz)                                         |                                                       | Supermarkt               |
| 1991  | co op                   | 1972         | Teilübernahme durch die Asko Deutsche Kaufhaus AG (sanierte co op AG)              | Deutsche SB-Kauf                                                              |                                                       | Supermarkt               |
| 1996  | co op                   | 1972         | Umflaggung auf Edeka (co op Nordschwarzwald Konsumgenossenschaft eG)               |                                                                               |                                                       | Supermarkt               |
| 1997  | co op                   | 1972         | Umflaggung auf Edeka (Konsumgenossenschaft Göppingen)                              |                                                                               |                                                       | Supermarkt               |
| 1998  | co op                   | 1972         | Auflösung und Teilübernahme durch die Edeka (Konsumgenossenschaft Dortmund-Kassel) |                                                                               |                                                       | Supermarkt               |
| 2000  | co op                   | 1972         | Umflaggung auf SK bzw. sky (coop eG)                                               |                                                                               |                                                       | Supermarkt               |
| 2001  | co op                   | 1972         | Verkauf an Edeka (co op Minden-Stadthagen eG)                                      |                                                                               |                                                       | Supermarkt               |
|       | Coma                    | 1977         | 2015                                                                               | Verkauf an Bünting                                                            |                                                       | Supermarkt               |
|       | Combi                   | 1981         | 2003                                                                               | Verkauf an Rewe Dortmund                                                      | Bremke & Hoerster                                     | Supermarkt               |
|       | Comet                   |              | 2011                                                                               | Verkauf an Rewe                                                               |                                                       | Supermarkt               |
|       | Continent               | 1975         | 1992                                                                               | Verkauf an METRO AG                                                           |                                                       | SB-Warenhaus             |
|       | Continent/Conti         | 1992         | 1997                                                                               | Verkauf an Spar                                                               | Promohypermarkt AG & Co. KG                           | SB-Warenhaus             |
|       | Delhaize                | 2003         | 2009                                                                               | Verkauf an Rewe                                                               |                                                       | Supermarkt               |
|       | Depot                   | 1980         | 2001                                                                               | Verkauf des operativen Geschäfts der eG an Edeka (co op Minden-Stadthagen eG) | co op Minden-Stadthagen eG                            | Supermarkt               |
|       | Disco                   | 1967         | 1998                                                                               | Verkauf an Spar                                                               | Pfannkuch                                             | Discounter               |
|       | divi                    |              | 1992                                                                               | Verkauf an METRO AG                                                           |                                                       | SB-Warenhaus             |
|       | dixi                    | 1976         | bis 2005                                                                           | Umflaggung auf Marktkauf                                                      | AVA Allgemeine Handelsgesellschaft der Verbraucher AG | Supermarkt/ SB-Warenhaus |
|       | Esbella                 | 1965         | 1992                                                                               | Verkauf an METRO AG                                                           |                                                       | SB-Warenhaus             |
|       | Extra                   | 1970         | 2009                                                                               | Verkauf an Rewe                                                               | METRO AG                                              | Supermarkt               |
|       | Fabi                    |              |                                                                                    |                                                                               | Co op AG                                              | Discounter               |
|       | Famila                  |              | 2001                                                                               | Verkauf an Lidl & Schwarz (Famila Berlin)                                     | Famila Handelsmarkt GmbH & Co Betriebs KG             | SB-Warenhaus             |
|       | Famila                  |              | 2003                                                                               | Verkauf an Lidl & Schwarz (Famila Arnsberg / Soest)                           | Famila-Warenhaus GmbH u. Co. KG (Bremke & Hoerster)   | SB-Warenhaus             |
|       | Famila                  |              | 2010                                                                               | Verkauf an Lidl & Schwarz (Famila Rhein-Neckar)                               | famila Handels-Betriebe GmbH & Co. KG Rhein-Neckar    | SB-Warenhaus             |
|       | Friz                    |              | 2003                                                                               | Auflösung der Muttergesellschaft (Bremke & Hoerster)                          |                                                       | Supermarkt               |
|       | Für Sie                 |              |                                                                                    |                                                                               | Co op AG                                              | Supermarkt               |
|       | Globus Ihr SB-Warenhaus | 1967         | 2007                                                                               | Verkauf an Rewe                                                               | Kaiser + Kellermann                                   | SB-Warenhaus             |
|       | Grosso-Magnet           | 1967         | 2000                                                                               | Verkauf an Bartels-Langness, Dohle-Gruppe und Lidl & Schwarz                  | Tengelmann                                            | SB-Warenhaus             |
|       | Gubi                    | 1911         | 2000                                                                               | Verkauf an Tengelmann                                                         |                                                       | Supermarkt               |
|       | Hela                    | 1969         | 2004                                                                               | Verkauf an Schwarz-Gruppe                                                     | Distributa                                            | SB-Warenhaus             |
| Hill  | Hill                    | 1855         | 1989                                                                               | Verkauf an die Deutsche Supermarkt AG, später an die Leibbrand Gruppe (Rewe)  | Leibbrand Gruppe                                      | Supermarkt               |
|       | HL-Markt                | 1961         | 2006                                                                               | Verkauf an Rewe                                                               |                                                       | Supermarkt               |
|       | Interspar               |              | 1998                                                                               | Verkauf an Wal-Mart                                                           |                                                       | SB-Warenhaus             |
|       | ix-Markt                | 1970         | 1986                                                                               | Durch Accord-Märkte ersetzt                                                   | Distributa                                            | Supermarkt               |
|       | Jibi                    | 1962         | 2016                                                                               | Verkauf an Bünting                                                            |                                                       | Supermarkt               |
|       | Kafu                    | 1975         | nach 2003                                                                          | Verkauf an Rewe                                                               |                                                       | Supermarkt               |
|       | Kaiser’s Tengelmann     | 1881         | 2016                                                                               | Verkauf an Edeka mit Weiterveräußerung einzelner Filialen an Rewe             |                                                       | Supermarkt               |
|       | Katra Supermarkt        | 1970         | 1998                                                                               | Insolvenz                                                                     | Kathreiner AG                                         | Supermarkt               |
|       | Kolossa                 | 1967         | 1998                                                                               | Verkauf an Spar                                                               | Pfannkuch                                             | SB-Warenhaus             |
|       | KOMM                    | 1975         | 1998                                                                               | Insolvenz                                                                     | Kathreiner AG                                         | SB-Warenhaus             |
|       | Krone                   | 1975         | 1998                                                                               | Insolvenz                                                                     | Kathreiner AG                                         | SB-Warenhaus             |
|       | Kupsch                  | 1914         | 2022                                                                               | Verkauf an Edeka                                                              |                                                       | Supermarkt               |
|       | LeDi                    | 1992         | 1999                                                                               | Umflaggung auf Plus                                                           | Tengelmann                                            | Discounter               |
|       | Lichdi Markt            | 1904         | 1980                                                                               | Verkauf an co op AG                                                           |                                                       | Supermarkt               |
|       | Massa                   | 1964         | 1997                                                                               | Verkauf an METRO AG                                                           |                                                       | SB-Warenhaus             |
|       | mein real               | 2022         | 2024                                                                               | Insolvenz                                                                     |                                                       | SB-Warenhaus             |
|       | Meister                 | 1969         | 1998                                                                               | Verkauf an METRO AG                                                           |                                                       | SB-Warenhaus             |
|       | Mema                    | 2005         | 2008                                                                               | Verkauf an Tengelmann                                                         | Mema Handelsgesellschaft & Co.KG                      | Supermarkt               |
|       | Meyer & Beck            | 1985         | 2004                                                                               | Verkauf an Mema Handelsgesellschaft & Co.KG                                   |                                                       | Supermarkt               |
|       | Migros Genossenschaft   | 1995         | 2013                                                                               | Rückzug aus dem deutschen Markt                                               |                                                       | SB-Warenhaus             |
|       | Minimal                 | 1973         | 2006                                                                               | Verkauf an Rewe                                                               |                                                       | Supermarkt               |
|       | Minipreis               | 1961         | 2013                                                                               | Verkauf an Bünting                                                            |                                                       | Supermarkt               |
|       | Multi-Center            | 1978         | 1998                                                                               | Verkauf an METRO AG                                                           | Kriegbaum                                             | SB-Warenhaus             |
|       | Multi-Markt             | 1972         | 1998                                                                               | Verkauf an METRO AG                                                           | Kriegbaum                                             | Supermarkt               |
|       | Nanz                    | 1950         | 1998                                                                               | Verkauf an Edeka                                                              |                                                       | Supermarkt               |
|       | Otto Mess               |              | 1988                                                                               | Verkauf an Leibbrand Gruppe                                                   | Deutsche Supermarkt Handels GmbH                      | Supermarkt               |
|       | Pfannkuch               | 1896         | 1998                                                                               | Verkauf an Spar                                                               |                                                       | Supermarkt               |
| Plaza | Plaza                   | 1968         | 1990                                                                               | Verkauf an Promohypermarkt AG & Co. KG (co op AG)                             | co op Warenhaus- und Fachmarkt AG                     |                          |
| Plaza | Plaza                   | 1968         | 1998                                                                               | Verkauf an Allkauf (Konsumgenossenschaft Dortmund-Kassel)                     | allkauf-plaza SB-Warenhaus GmbH                       | SB-Warenhaus             |
| Plaza | Plaza                   |              | 2013                                                                               | Umflaggung auf sky center oder sky xxl                                        |                                                       | SB-Warenhaus             |
|       | Plus                    | 1972         | 2010                                                                               | Verkauf an Edeka                                                              | Tengelmann                                            | Discounter               |
|       | Pro                     | 1899         | 1997                                                                               | Verkauf an Spar (coop eG/KG Dortmund, Joint-Venture)                          |                                                       | Supermarkt               |
| 1998  | Pro                     | 1899         | Auflösung und Teilübernahme durch die Edeka (Konsumgenossenschaft Dortmund-Kassel) |                                                                               |                                                       | Supermarkt               |
|       | real                    | 1992         | 2022                                                                               | Zerschlagung                                                                  |                                                       | SB-Warenhaus             |
|       | real-kauf               | 1967         | 1992                                                                               | Verkauf an METRO AG                                                           |                                                       | SB-Warenhaus             |
|       | Reichelt                | 1919         | 2017                                                                               | Verkauf an Edeka                                                              |                                                       | Supermarkt               |
|       | Safeway                 | 1963         | 1998                                                                               | Verkauf an Spar                                                               | coop eG/KG Dortmund (Joint-Venture)                   | Supermarkt               |
|       | Schade und Füllgrabe    | 1878         | 1992                                                                               | Verkauf an Tengelmann                                                         | Deutsche SB-Kauf                                      | Supermarkt               |
|       | Schätzlein              | 1922         | 1995                                                                               | Verkauf an Tengelmann                                                         | Deutsche SB-Kauf                                      | Supermarkt               |
|       | Sky                     | 1974         | 2019                                                                               | Verkauf an Rewe                                                               |                                                       | Supermarkt               |
|       | Spar                    | 1952         | 2005                                                                               | Verkauf an Edeka                                                              |                                                       | Supermarkt               |
|       | Stüssgen                | 1897         | 2006                                                                               | Verkauf an Rewe                                                               |                                                       | Supermarkt               |
|       | TiP-Discount            |              | 1999                                                                               | Zerschlagung (Verkauf u. a. an Tengelmann)                                    | Divag AG & Co. KG                                     | Discounter               |
|       | Toom Markt              | 1970         | 2014                                                                               | Verkauf an Rewe                                                               |                                                       | SB-Warenhaus             |
|       | Topkauf                 |              | 2019                                                                               | Verkauf an Rewe                                                               |                                                       | Nahversorger             |
|       | Treff 3000              |              | 2018                                                                               | Vertriebslinie von Edeka (Südwest) selbst aufgelöst                           | Edeka                                                 | Discounter               |
|       | V-Markt                 | 1913         | 2005                                                                               | Verkauf an Edeka                                                              |                                                       | Supermarkt               |
|       | Wal-Mart                | 1997         | 2006                                                                               | Verkauf an METRO AG                                                           |                                                       | SB-Warenhaus             |
| Plaza | Wandmaker               |              | 2006                                                                               | Verkauf an coop eG                                                            |                                                       | Supermarkt               |
|       | Wertkauf                | 1958         | 1997                                                                               | Verkauf an Wal-Mart                                                           |                                                       | SB-Warenhaus             |
|       | Wirichs Diskont         | 1950er-Jahre | 1994                                                                               | Verkauf an METRO AG                                                           |                                                       | Supermarkt/ SB-Warenhaus |

Anmerkungen:
1. ↑  Beschreibt die Situation in Deutschland
2. ↑  Wenn abweichend vom Namen (letzter Stand vor Auflösung)
3. ↑  Orientiert an durchschnittlicher Verkaufsfläche
4. ↑  Seit 1973 vollständig zu Tengelmann gehörend, Weiterführung als Accoss unter Tengelmann, nach 1992 Fortbestand von vier Filialen (bis wann ist unklar)
5. ↑  Seit 2001 vollständig zur Edeka Minden-Hannover gehörend, Weiterführung als EDEKA aktiv Discount ab Dezember 2012
6. 1 2  Fortbestand der Marke und des Unternehmens im Ausland
7. 1 2 3 4 5  Verkauf der Asko Deutsche Kaufhaus AG bzw. der Geschäftsteile (vor Verschmelzung auf METRO AG 1996) an die METRO AG, Umflaggung diverser SB-Warenhausketten auf real ab 1992
8. ↑  Gründung der co op AG, Nutzung des Namens co op als Vertriebslinie bereits ab 1969
9. ↑  Seit 1987 vollständig zu Tengelmann gehörend, Weiterführung als Gubi unter Tengelmann (bis wann ist nicht genau geklärt, vermutlich 2000)
10. ↑  Seit 1992 vollständig zur Rewe gehörend
11. ↑  Seit 2000 vollständig zur Edeka Nordbayern-Sachsen-Thüringen gehörend
12. ↑  Zuvor (ab Ende der 1980er-Jahre) bereits in verschiedenen Vertriebslinien der ehemaligen co op AG an verschiedene Mitbewerber, z. B. allkauf weiterveräußert, die eigenständige coop eG führte plaza bis 2013 als Vertriebslinie weiter.
13. ↑  Seit 2002 vollständig zur Edeka Minden-Hannover gehörend, Weiterführung als EDEKA Reichelt ab Sommer 2005
14. ↑  Seit 1998 vollständig zur Edeka Minden-Hannover gehörend